# Isacco Nahoum

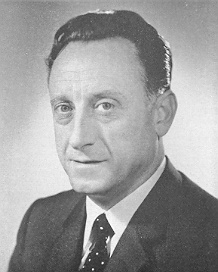
Isacco Nahoum

Isacco Nahoum (* 12. September 1922 in Mailand; † 20. August 1990 in Turin) war ein italienischer Widerstandskämpfer, Politiker und Autor.

## Leben
Nahoum, Sohn einer italienischen Mutter und eines türkischen Vaters, ging in Mailand und später in Viareggio zur Schule; infolge der italienischen Rassengesetze musste er diese allerdings verlassen. Um den antijüdischen Verfolgungen zu entgehen, trat er in die Armee ein und kämpfte an der russischen Front, von wo er Anfang 1943 als einer der wenigen Überlebenden des 3. Regiments der „Savoia Cavalleria“ in seine Heimat zurückkehrte.
In den Tagen nach dem 8. September 1943 gehörte Nahoum zu den ersten Organisatoren der Resistenza, der italienischen Form des Widerstandes, im Gebiet von Viareggio und später von Mailand. Ins Piemont eingeladen, wurde er als „Maurizio Milan“ Kommandeur der Vierten Brigade Garibaldi, die zur Befreiung von Turin beitrug.
Nach dem Kriege wirkte er, ausgezeichnet mit der Silbernen Tapferkeitsmedaille, nach dem Zweiten Weltkrieg als Provinzialsekretär in Turin für die Partisanenvereinigung Associazione Nazionale Partigiani d’Italia (ANPI). Er war in verschiedenen Funktionen für die Partito Comunista Italiano (PCI) in Sizilien und in Reggio Calabria tätig und Sekretär des kommunistischen Verbandes von Cuneo von 1948 bis 1951. Dann folgte er dem Ruf in die italienische Hauptstadt Rom, wo er für die PCI die Interessen der Partisanen vertrat.
Nach Turin zurückgekehrt, wurde er 1956 Mitglied des nationalen Sekretariats der Partei und verschiedener untergeordneter Gremien; so war Nahoum Stadtrat in Venaria Reale und Bra. Anschließend nahm er Aufgaben als Sonderbeauftragter der PCI in verschiedenen Ländern wahr, so im Kongo und in Kuba. In Wien vertrat er bei der F.I.R. (Federazione Internazionale della Resistenza) den italienischen Widerstand.
1968 wurde er ins italienische Abgeordnetenhaus gewählt und gehörte während der VI. Legislaturperiode dem Verteidigungsausschuss der Camera dei deputati an. Er war Vizepräsident der italienischen ANPI und Präsident dessen piemontesischen Zweiges.

## Werke
Nahoum veröffentlichte 1954 den Roman Fuoco in pianura, eine Darstellung des italienischen Partisanenkampfes, der bei Feltrinelli veröffentlicht wurde. Im Jahr darauf folgte die mit Fausto Voghi herausgegebene Anthologie des Widerstandes La resistenza al fascismo. 1963 war er als einer von mehreren Regisseuren am Dokumentarfilm Giorni di furore beteiligt; außerdem erschien seine Autobiografie unter dem Titel Esperienze di un comandante partigiano (Edition La Pietra, 1981).